# جزیره اومان
اومان یک آبخوست در منطقه شهرداری چوک در ایالت چوک، ایالات فدرال میکرونزی است.